# Friedrich II. (Liegnitz)

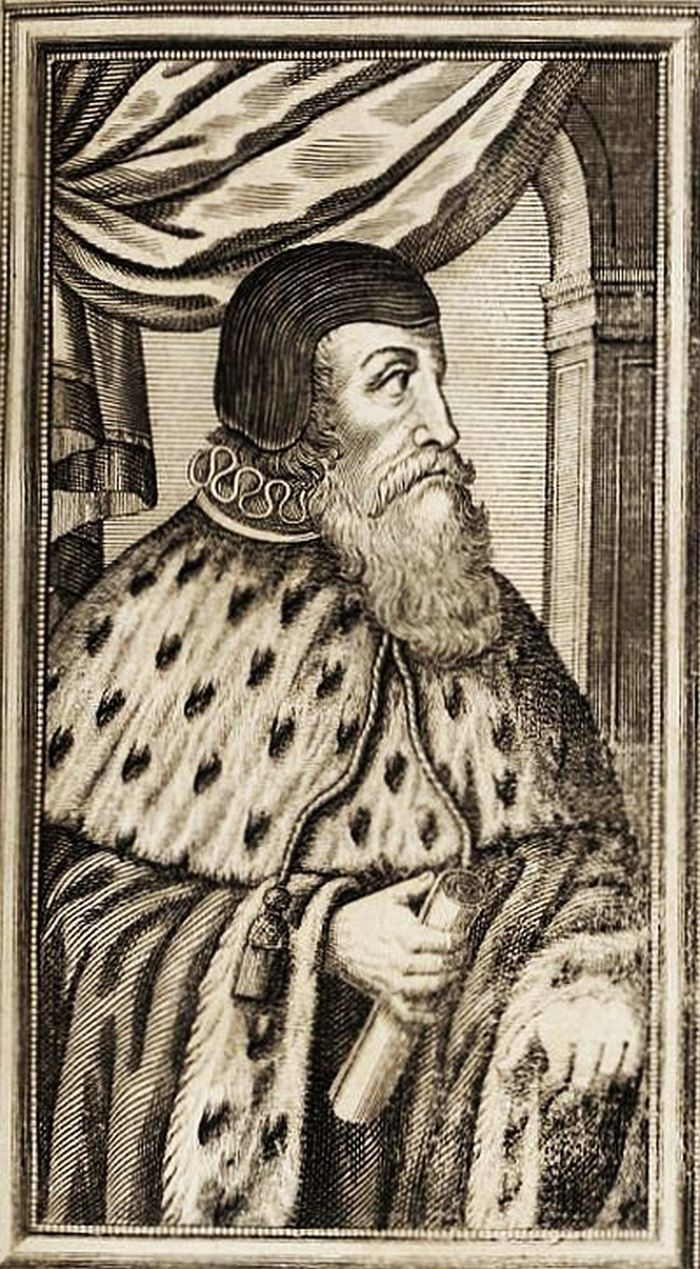
Friedrich II., Herzog von Liegnitz und Brieg. Kupferstich, 1733

Friedrich II. (tschechisch Fridrich II. Břežsko-Lehnický; polnisch Fryderyk II Legnicki; * 12. Februar 1480 in Liegnitz; † 17. September 1547 ebenda) war 1498–1547 Herzog von Liegnitz, 1498–1505 und 1521–1547 Herzog von Brieg und 1523–1547 Herzog von Wohlau. 1516–1526 war er Oberlandeshauptmann von Schlesien.

## Herkunft und Familie
Friedrich entstammte dem Geschlecht der Schlesischen Piasten. Seine Eltern waren der Liegnitzer Herzog Friedrich I. († 1488) und Ludmilla († 1503), Tochter des böhmischen Königs Georg von Podiebrad. Friedrichs Bruder war Georg I. von Brieg.
Am 26. November 1515 vermählte sich Friedrich mit Elisabeth, einer Tochter des polnischen Königs Kasimir IV., die eine Tochter gebar (Hedwig, */† 1517). Nach Elisabeths Tod 1517 heiratete Friedrich am 24. November 1518 Sophie († 1537), Tochter des Markgrafen Friedrich II. von Brandenburg-Ansbach und Schwester des Markgrafen Georg des Frommen. Dieser Ehe entstammten die Kinder:
- Friedrich III. (1520–1570), Herzog von Liegnitz
- Georg II. (1523–1586), Herzog von Brieg, verheiratet mit Barbara von Brandenburg (1527–1595)
- Sophie (1525–1546), verheiratet mit Kurfürst Johann Georg von Brandenburg

## Leben
Nach dem frühen Tod seines Vaters wuchs Friedrich unter der Vormundschaft seiner Mutter auf und hielt sich einige Zeit am Prager Hof des Königs Vladislav auf. Zusammen mit seinem jüngeren Bruder Georg I. trat er 1499 die Regierung seines Herzogtums an. Nachdem Georg die Volljährigkeit erlangte, regierte er ab 1505 den Brieger Anteil selbständig. 1507 unternahm Friedrich eine Wallfahrt nach Jerusalem und wurde dort zum Ritter vom Heiligen Grab geschlagen. Damit beendete er den „päpstlichen Bannfluch“, den doch sein Großvater Georg von Podiebrad im Jahr 1466 mit seiner Exkommunizierung durch den Papst erhalten hatte.
Nach Georgs Tod 1521 fiel das Herzogtum Brieg an Liegnitz zurück, welches Friedrich 1523 durch den Kauf des Fürstentums Wohlau erweiterte. Im selben Jahre vermittelte er zwischen dem Hochmeister Albrecht von Brandenburg und dem polnischen König Sigismund I., mit denen er verschwägert war, die Thorner Waffenruhe und 1525 den Krakauer Vertrag, mit dem das Ordensland Preußen ein weltliches Herzogtum wurde, das unter polnischer Oberhoheit stand. Nach dem Tod des böhmisch-ungarischen Königs Ludwig, der 1526 in der Schlacht bei Mohács fiel, wurde Friedrich von dem nichtkatholischen böhmischen Adel als dessen möglicher Nachfolger vorgeschlagen. Die Kandidatur, die von den böhmischen Ständen unterstützt wurde, wurde damit begründet, dass Friedrich über seine Mutter ein Enkel des 1471 verstorbenen Königs Georg von Podiebrad war.
Seit 1523 war Friedrich ein Anhänger der Reformation. 1526 gründete er in Liegnitz die erste protestantische Universität, in die er u. a. den Neisser bischöflichen Notar Valentin Krautwald, den Goldberger Pädagogen Valentin Trotzendorf und den Reformator Johann Sigismund Werner berief. Wegen der durch Kaspar Schwenckfeld ausgelösten theologischen Streitigkeiten und Finanzierungsschwierigkeiten konnte die Universität jedoch nur bis 1529 bestehen. 1535 verfügte Friedrich II. eine Sakramentsordnung und 1542 eine Kirchenordnung, die sich an den Vorgaben der Wittenberger Bewegung orientierte. Die am 19. Oktober 1537 mit seinen Berliner Vettern geschlossene Erbverbrüderung, die mit einem Privileg König Vladislavs von 1511 begründet wurde, hatte keinen Bestand. Sie wurde von den böhmischen Ständen und dem Landesherrn König Ferdinand abgelehnt und 1546 auf dem Breslauer Fürstentag annulliert.
Von 1540 bis 1544 besaß Friedrich das Fürstentum Glogau als Pfand. Wegen Überschuldung übertrugen ihm die Söhne von Friedrichs Vetter Karl I. von Podiebrad das Herzogtum Münsterberg, welches bis 1550 bei seinen Nachkommen blieb.